# Акопян, Саркис (изобретатель)
Саркис Акопян (арм. Սարգիս Յակոբեան; 8 декабря 1926, Персия — 18 января 2007, США) — американский изобретатель, промышленник, эколог, филантроп и гуманитарный деятель армянского происхождения.

## Ранние годы
Акопян родился в иранском городе Тавризе в семье армянских беженцев из Османской империи. Иммигрировал из Ирана в Соединенные Штаты в 1945 году. Изучал машиностроение в Колледже Лафайет в Истоне. После окончания колледжа служил в Вооружённых силах США. После ухода в отставку, окончил колледж со степенью бакалавра наук в машиностроении.

## Карьера
После окончания учебы Акопян работал в компании Weller Electric Corp., где он разработал механическую шлифовальную машину и паяльник, которые впоследствии стали двумя их основными продуктами.
Собственный успех как инженера воодушевил Акопяна начать собственный бизнес. Взяв небольшой кредит, он основал свою собственную компанию Acopian Technical Company в 1957 году, чтобы реализовать собственную  «американскую мечту». Уже работая самостоятельно, он спроектировал и изготовил первый в мире радиоприемник на солнечных батареях. В инструкции к приёмнику 1957 года Acopian Solar Radio рекламировалось как «Революционное устройство — без батарей и внешних электрических подключаемых модулей — в качестве источника энергии используется свет». В 1960 году компания Acopian Technical Company начала производство недорогих подключаемых регулируемых источников питания, в которых использовались электронные лампы и которые подключались к стандартному восьмиконтактному разъёму. Среди изобретений Акопяна — приборы питания двигателей, очистки воздуха и топлива, преобразователи электрической энергии.

## Филантропия
Акопян на протяжении всей своей жизни поддерживал множество некоммерческих организаций. «Он сделал многочисленные пожертвования на национальные и международные цели, включая Инженерный центр Акопяна в колледже Лафайет, Центр сохранения и обучения Акопяна в заповеднике Хок-Маунтин, Центр орнитологии Акопяна в колледже Мюленберг. Он, также, жертвовал на экологическое образование, в том числе на программы в Американском университете Армении и Технологическом институте Флориды», финансировал заповедник для болотных черепах.
В речи в честь Акопяна конгрессмен США Чарльз Дент рассказал историю бывшего сенатора Боба Доула. Акопян пожертвовал 1 миллион долларов Национальному мемориалу Второй мировой войны, что стало крупнейшим взносом. Взамен Акопян попросил только место на церемонии открытия.
Саркис Акопян был одним из крупнейших спонсоров организаций армянской общины в США. Благодаря его финансовой поддержке городе Шарлотт штата Северная Каролина была выстроена армянская церковь Святого Саркиса.
При поддержке Саркиса Акопяна, в 1997 году в США была опубликована англоязычная карта независимой Армении.
Он также оказал большую поддержку публикации справочника «Птицы Армении», который вышел в печать в 1997 году.

## Личная жизнь и увлечения
Акопян был страстным пилотом-любителем, увлекался аквалангом и парашютным спортом, совершил более 200 прыжков еще в начале 1960-х годов. В те же годы он экспериментировал с усовершенствованием доски для серфинга.
Как летчик он, с начала 1970ых пилотировал свой корпоративный самолет Piper Aztec, а затем Piper Navajo, летая между производственными предприятиями компании в Истоне, штат Пенсильвания, и Мельбурне, штат Флорида, пилотируя. К 1977 году он уже управлял реактивным самолетом Cessna Citation. Это был единственный бизнес-джет, одобренный для одного пилота вместо обычного пилота и второго пилота. В 1981 году Acopian Technical Company получила последний произведенный реактивный самолет Rockwell Sabreliner, которым также управлял сам Акопян.

## Награды
- почётный гражданин Гюмри (2002)
- медаль Святого Григория Просветителя Армянской Апостольской церкви[1] .
- почетная медаль острова Эллис (Ellis Island Medal of Honor) за вклад в развитие американского общества[1]

## Память
В настоящее время продолжают работать названные в честь Акопяна учебные и научные заведения: Инженерный центр Акопяна в колледже Лафайет, Центр сохранения и обучения Акопяна в заповеднике Хок-Маунтин, Центр орнитологии Акопяна в колледже Мюленберг, акопяновский заповедник для болотных черепах.